# قصر دالهوسی

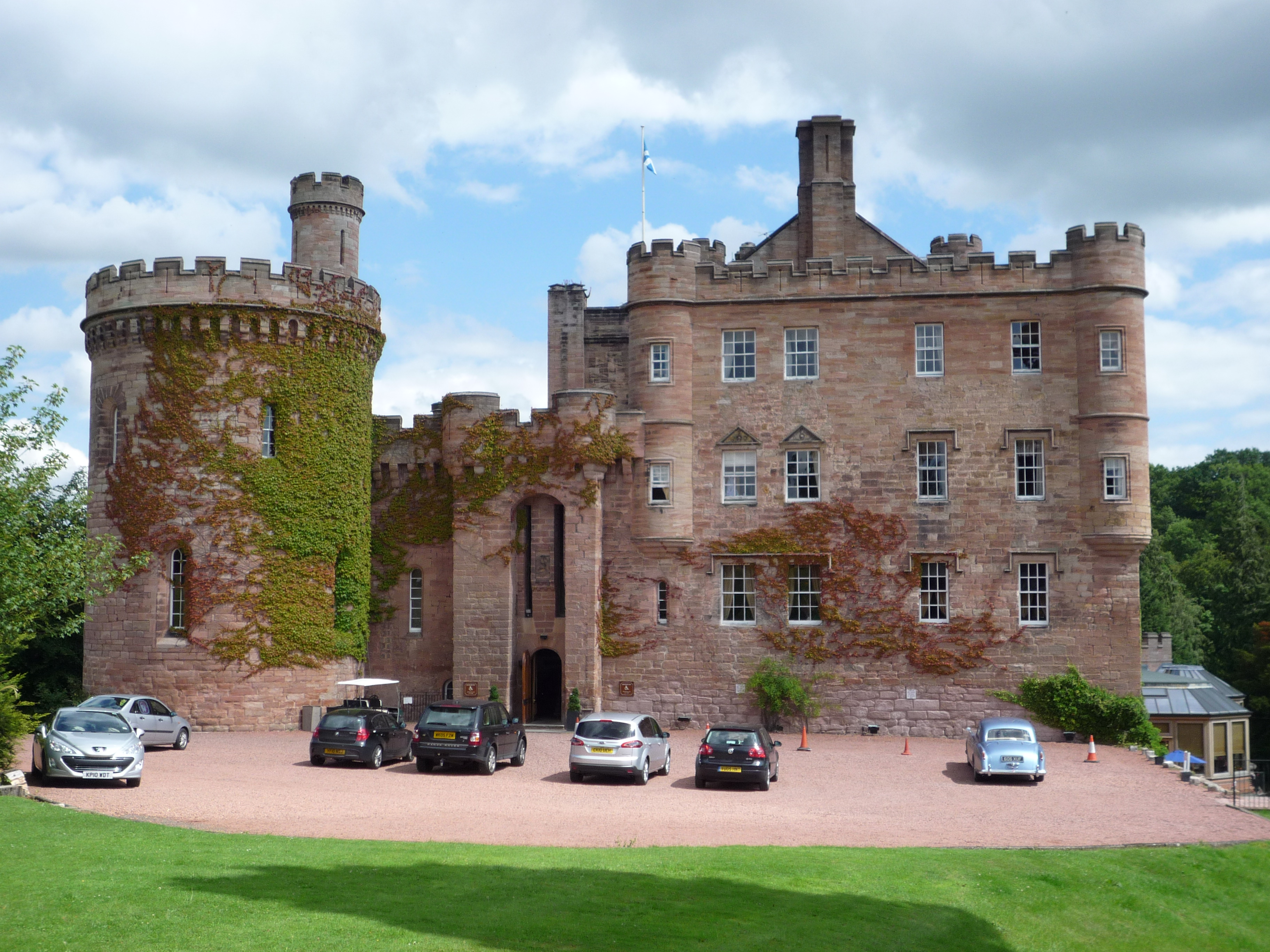
نمای غربی دژ

دالهوسی (انگلیسی: Dalhousie Castle) قلعه‌ای در جنوب ادینبرو واقع در اسکاتلند است.

## نگارخانه

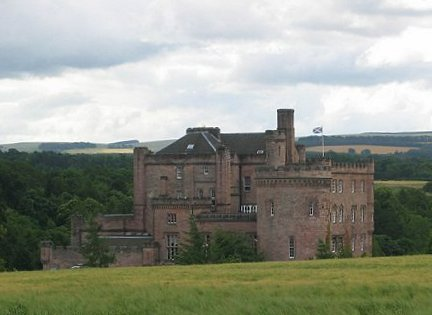
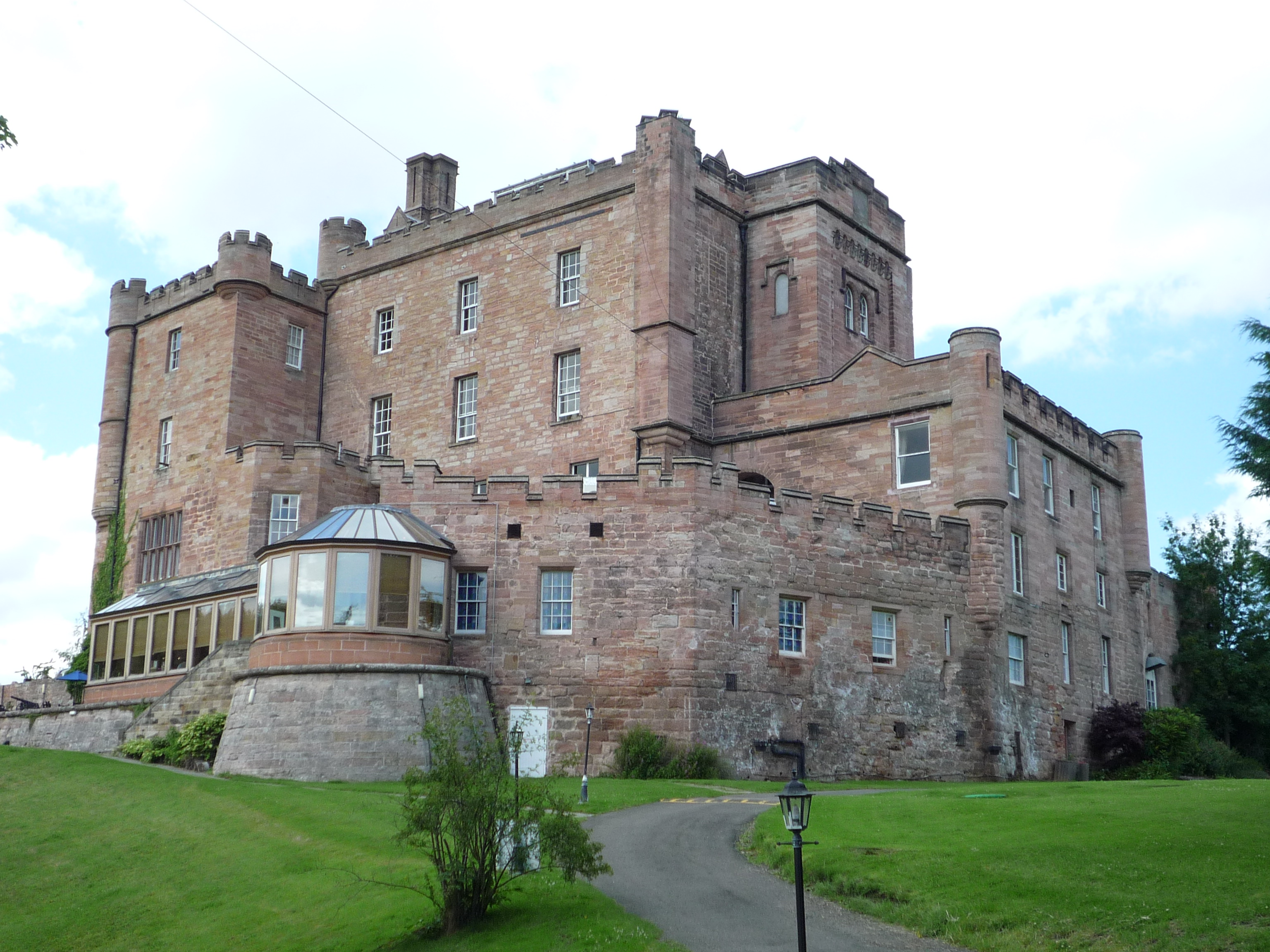